# Почесний знак землі Штирія
Почесний знак землі Штирія (нім. Ehrenzeichen des Landes Steiermark) — це нагорода, що присуджується австрійською федеральною землею Штирія. Це, поряд з Почесним перснем землі Штирія, найвища відзнака федеральної землі.

## Ступені нагороди

### Великий золотий почесний знак землі Штирія із зіркою
Великий золотий почесний знак із зіркою — це восьмикутний, обведений золотом, білий емальований Мальтійський хрест розміром близько 60 мм, що вручається разом з нагрудною зіркою. У центрі розташований герб Штирії.

### Великий золотий почесний знак землі Штирія
Великий золотий почесний знак — це восьмикутний, обведений золотом, білий емальований Мальтійський хрест розміром близько 60 мм. У центрі розташований герб Штирії.

### Великий почесний знак землі Штирія
Великий почесний знак — це нагрудна прикраса із семикутною зіркою. На ній розташований Мальтійський хрест розміром близько 55 мм. У центрі розташований герб Штирії.

### Золотий почесний знак землі Штирія
Золотий почесний знак — це Мальтійський хрест розміром близько 60 мм, що кріпиться на трикутній стрічці. У центрі розташований герб Штирії.

### Почесний знак землі Штирія за наукові, дослідницькі та мистецькі заслуги
У 2017 році Штирійський ландтаг ухвалив рішення про створення почесного знака для вшанування заслуг у галузях науки, досліджень та мистецтва. Перше вручення відбулося 4 травня 2017 року.

### Почесний знак землі Штирія за наукові, дослідницькі та мистецькі заслуги, I класу
У 2023 році Клаус Марія Брандауер був нагороджений почесним знаком землі Штирія за наукові, дослідницькі та мистецькі заслуги, I класу.